# Exocentrus octoalbovittatus
Exocentrus octoalbovittatus là một loài bọ cánh cứng trong họ Cerambycidae.